# Rio Cebu
O rio Cebu (em francês: Sebou; em árabe: سبو) é um rio no norte de Marrocos. O rio tem cerca de 500 km de comprimento e um caudal de 137 m³/s. O Cebu é o segundo maior rio em caudal e comprimento no país (o primeiro é o Morbeia [Oum Er-Rbia]). A nascente encontra-se nas montanhas do Atlas Médio (árabe: الأطلس المتوسط‎). Passa junto à cidade de Fez e desagua no Oceano Atlântico, em Mehdia.
É navegável somente numa extensão de 20 km (em linha reta) até Kenitra, que é a única cidade que tem um porto fluvial em Marrocos. Os afluentes mais importantes são os rios Uarga (Ouergha), Baht e Inaouen. O rio apoia a irrigação na região mais fértil de Marrocos: o Gharb-Chrarda-Beni Hssen.